# 差集め算
差集め算（さあつめざん）とは、算数における文章題の一つで、「単位量あたりの差より全体量を導く」ことを基にする考え方である。
過不足算と近い関係にある。実際差集め算の発展問題と過不足算の発展問題は重複してしまう関係にある。したがって指導にあたっては、両者を関連付けて指導するか、いったんは別個に指導しても、どこかで関連付けて教授するとよい。

## 例題
家を朝7時に出発して駅まで行くのに、毎分60mの速さで行くと電車の発車時刻に88分遅れ、毎分200mの速さで行くと発車時刻の3分前に着くそうです。電車の発車時刻は何時何分ですか。また、家から駅までは何kmありますか。

## 解答例
毎分60mで行く時と毎分200mで行く時にかかる時間の比は、速さの逆比になるから
1/60 : 1/200 = 10:3
であり、それぞれ⑩, ③とおく。
所要時間についての条件から、毎分60mで行く時と毎分200mで行く時にかかる所要時間の差は88+3=91分。
よって、⑩ - ③ = 91、ゆえに、① = 91/7 = 13(分)。
毎分60mで行くと(13×10)分かかる距離であるから、求める家と駅の距離は(60×130)m=7.8km。また電車の発車時刻は朝7時の130分後の88分前であるから、朝7時42分である。
毎分200mで行くと(13×3)分かかる距離であるから、求める家と駅の距離は(200×39)m=7.8km。また電車の発車時刻は朝7時の39分後の3分後であるから、朝7時42分である。
答. 家から駅までの距離:7.8km、電車の発車時刻:朝7時42分

## 別解
- 60mと200mの最小公倍数は600m
- 600mを毎分60mの速さで行くと、10分かかる。
- 毎分200mの速さで行くと3分かかる。
- かかる時間の差は10－3＝7(分)
- 88＋3＝91(分)……実際にかかる時間の差
- 91÷7＝13(倍)
- 600×13＝7800(m)
- 3×13＋3＝42(分)

答. 家から駅までの距離:7.8km、電車の発車時刻:午前7時42分
1次関数を用いる。原点は7:00である。発車時刻を7:xとすると、(X+88)/(x-3)と表現できる。発車時間に間に合うためには駅にx分で着く必要がある。距離(y)=60(x+88)=200(x-3)なので、解はx=42となる。故に7:42発車となり、60(42+88)=78001/1000=7.8kmとなる。